# William Francis Channing
William Francis Channing (Boston, 22 de febrero de 1820-Ib., 20 de marzo de 1901) fue un activista, investigador eléctrico, científico, médico e inventor estadounidense. Inventó el primer sistema eléctrico de alarma contra incendio en toda la ciudad. Channing trabajó con Alexander Graham Bell en el desarrollo del teléfono.

## Biografía

### Primeros años
Channing nació en Boston el 22 de febrero de 1820. Era hijo de William Ellery Channing, predicador unitario, y Ruth Gibbs. Su primo era William Henry Channing, clérigo unitario, escritor y filósofo.

### Formación
Channing comenzó a estudiar en la Universidad de Harvard y se graduó en 1839. Decidió seguir medicina en su lugar y se fue a la Universidad de Pensilvania. Channing hizo una tesis sobre la Aplicación de la Química a la Fisiología (1844) para su doctorado y recibió el título en medicina.
Channing fue asistente en el primer estudio geológico de Nuevo Hampshire durante 1841-1842. Fue asociado con Henry Ingersoll Bowditch en la dirección editorial del Latimer Journal en Boston desde 1842 hasta 1843. También sirvió en calidad de asistente en el estudio geológico de la región cuprífera del Lago Superior en 1847.

### Trabajo

#### Sistema de alarma contra incendios

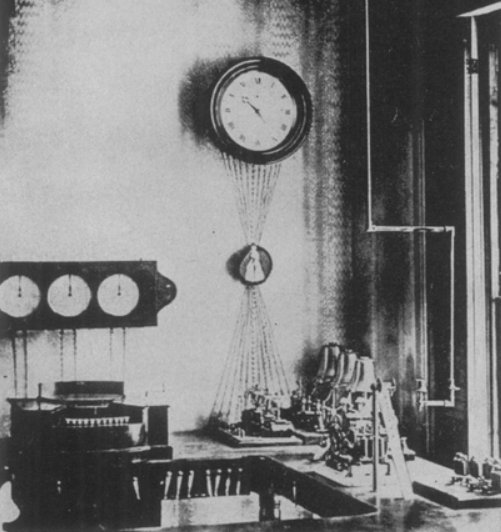
Channing del fuego-sistema de alarma en el Ayuntamiento de Boston, en el año 1852

Samuel Morse inventó el telégrafo en 1837 y el uso comercial comenzó en 1844. Channing se separó de esta tecnología para crear un sistema de alarma contra incendios en toda la ciudad. Con la ayuda del profesor Farmer, un ingeniero eléctrico, desarrollaron un telégrafo de alarma de incendio. Conversaron con los funcionarios de Boston para financiar la construcción de un sistema de alarma contra incendios en toda la ciudad. La primera oficina central estaba ubicada en 21 de Court Square. La ciudad era propietaria del edificio. El sistema comenzó a probarse el 28 de abril de 1852. La primera alerta de incendios se recibió la noche siguiente. Channing y Moses obtuvieron una patente en este sistema de telégrafo eléctrico el 19 de mayo de 1857. Era la patente estadounidense n.º 17 355 y conocida como el telégrafo de alarma de incendios estadounidense o el «sistema de la ciudad».
El objetivo del sistema de alarma contra incendios era dar una alarma rápida en una ciudad en caso de incendio. Primero dio una señal a la estación central de un incendio desde un vecindario local. El sistema de toda la ciudad debía proporcionar una estación de señalización cerca de todas las casas. La estación central tenía entonces un campanario para dar una alerta por medio de una campana que podía ser escuchada por muchos. La oficina central sabía dónde estaba el incendio local y el público podía responder en consecuencia.
Channing era un médico que consideraba que los cables eléctricos y el sistema nervioso humano se asemejaban entre sí. Miró este primer sistema de alarma de incendios como una mera aplicación de los fundamentos de la autopreservación que se encuentra en toda la naturaleza.

### La investigación de la ciencia y patentes

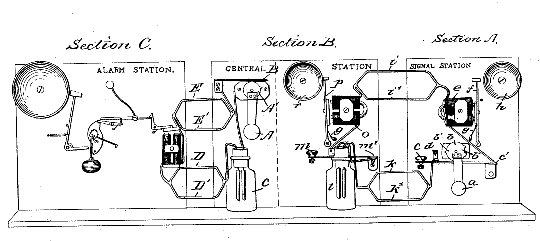
Sistema de alarma contra incendios esquema eléctrico

Channing contribuyó en la American Journal of Science y publicó con el profesor John Bacon, Jr., Davis's Manual of Magnetism (1841); Notas sobre la aplicación médica de la electricidad (1849); y The American Fire-Alarm Telegraph (1855).
Channing con Moses G. Farmer recibió una patente el 19 de mayo de 1857 para el primer sistema de alarma contra incendios eléctricos en toda la ciudad de los Estados Unidos. También patentó un ferrocarril de barco para el tránsito interoceánico de barcos en 1865.

#### Patentes
- 1857 - US 17355Un – Mejora de los telégrafos de alarma de incendio magnéticos eléctricos para las ciudades[14]
- 1865 - US 46878Un -Ciertas mejoras en los ferrocarriles marítimos[15]
- 1875 - US RE6241E – Mejora en telégrafos de alarma de incendio electromagnéticos para las ciudades[16]

Channing se trasladó a Providence, Rhode Island, en 1861, y trabajó con Bell en la fabricación de un teléfono comercialmente viable. Trabajó con el profesor John Peirce de la Universidad de Brown, en Providence con ideas de teléfono experimentales que incluían una boquilla. Channing también propuso la innovación de un teléfono de mano. Muchas de estas ideas experimentales de teléfonos electromagnéticos fueron transmitidas a Bell en 1876. Esta es una carta del 30 de julio de 1877 conservada en la Biblioteca del Congreso sobre la idea del teléfono electromagnético Channing tuvo con el profesor Peirce, describiéndola a Alexander Campana Graham.

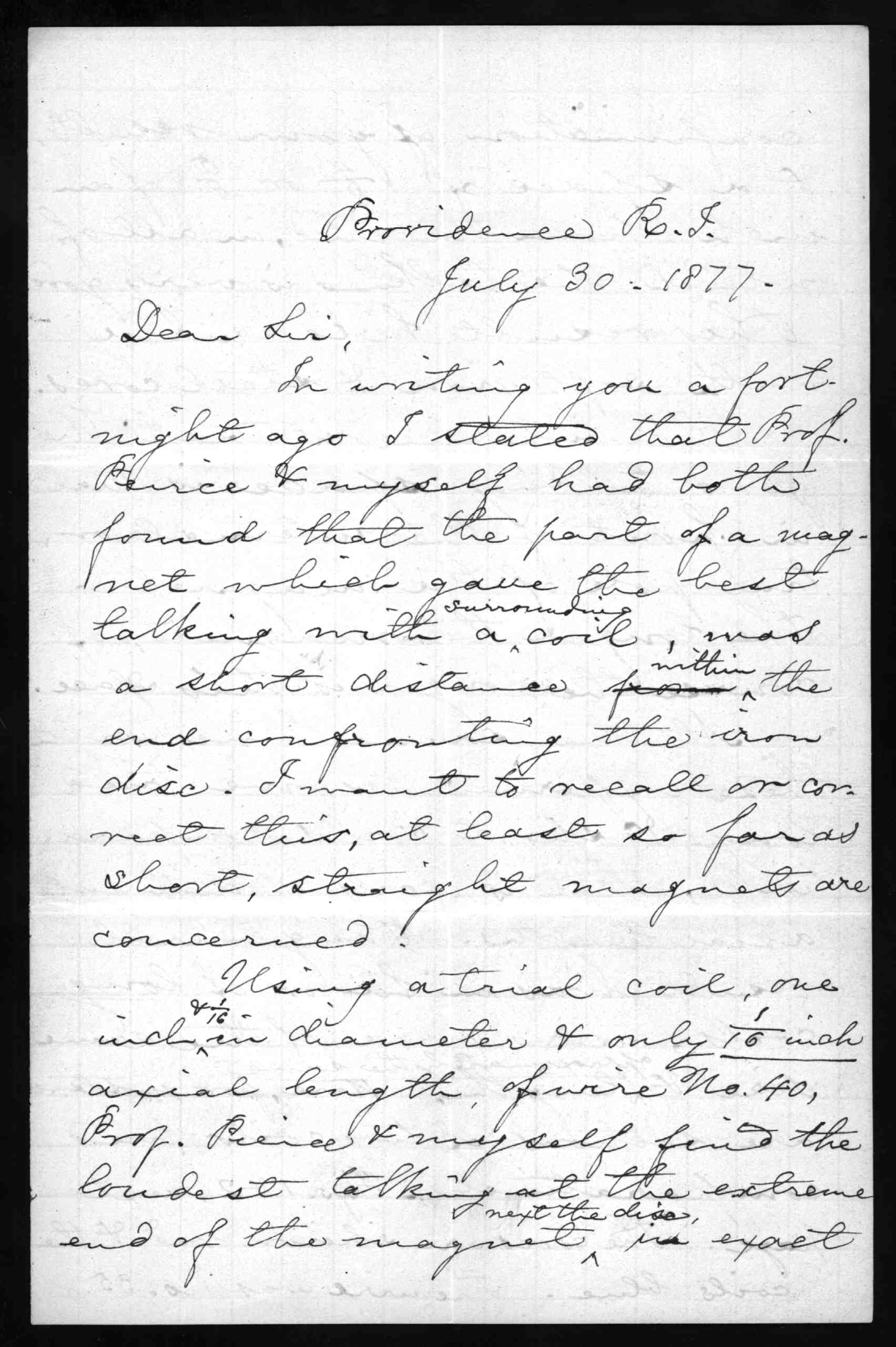
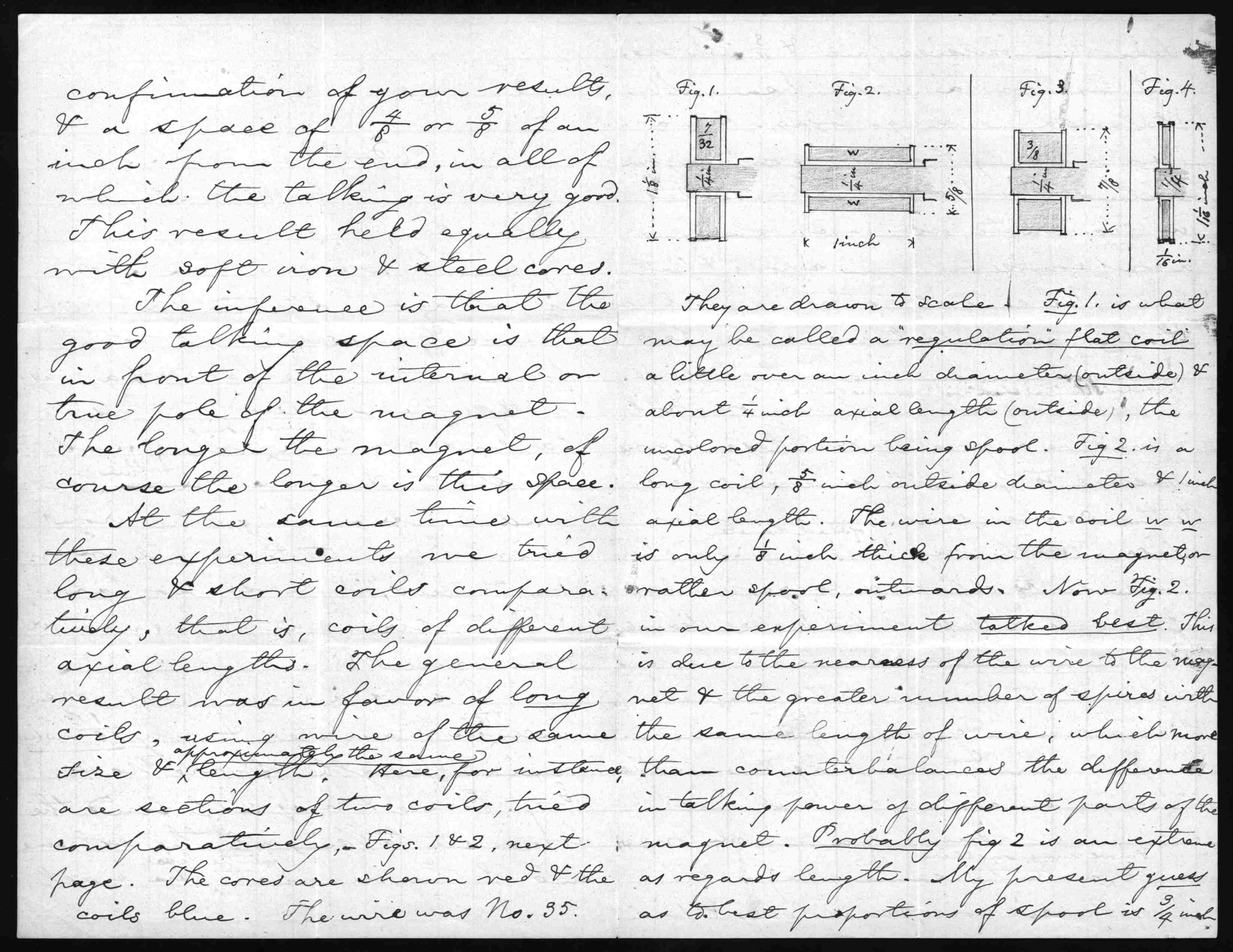
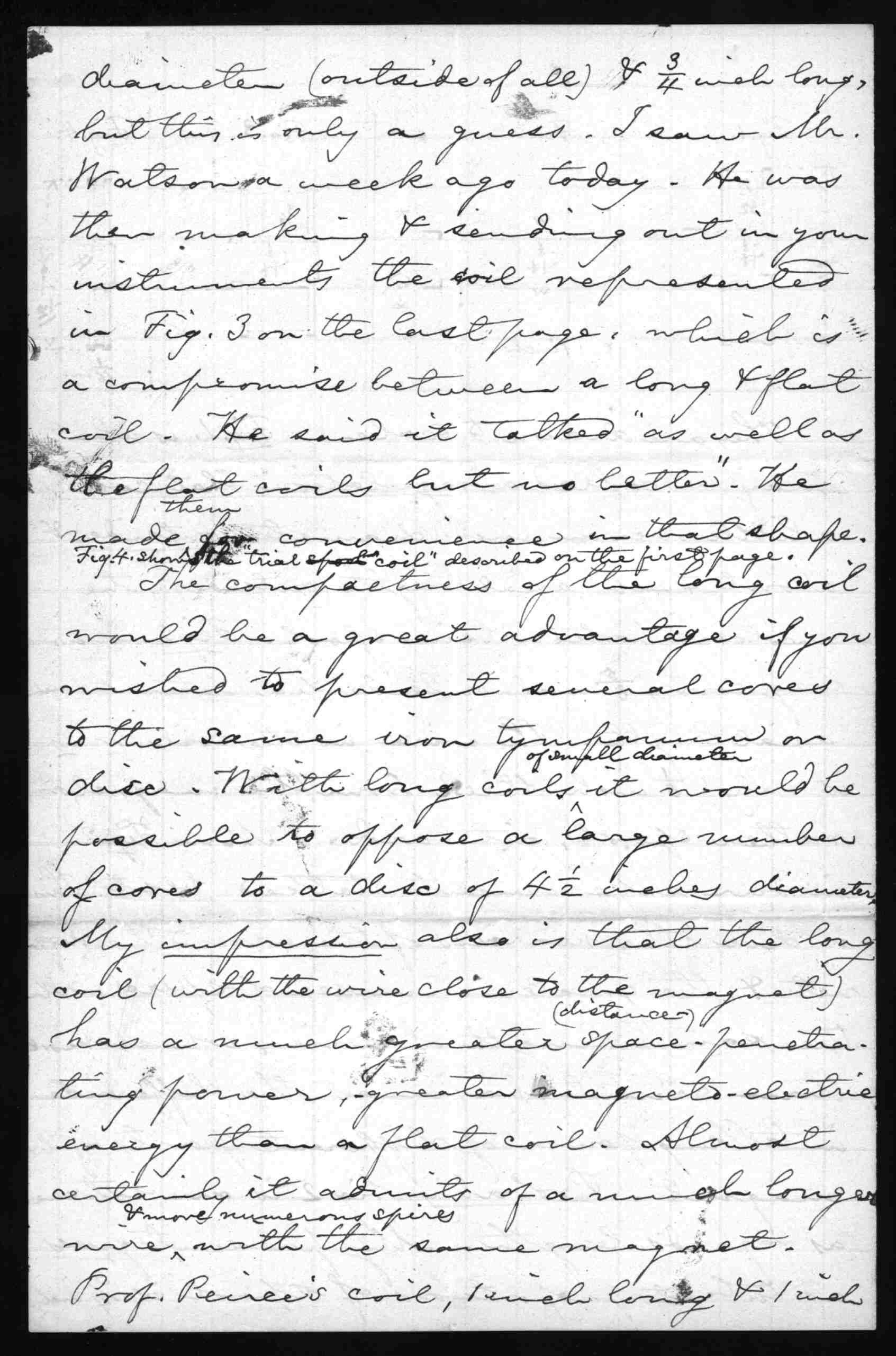
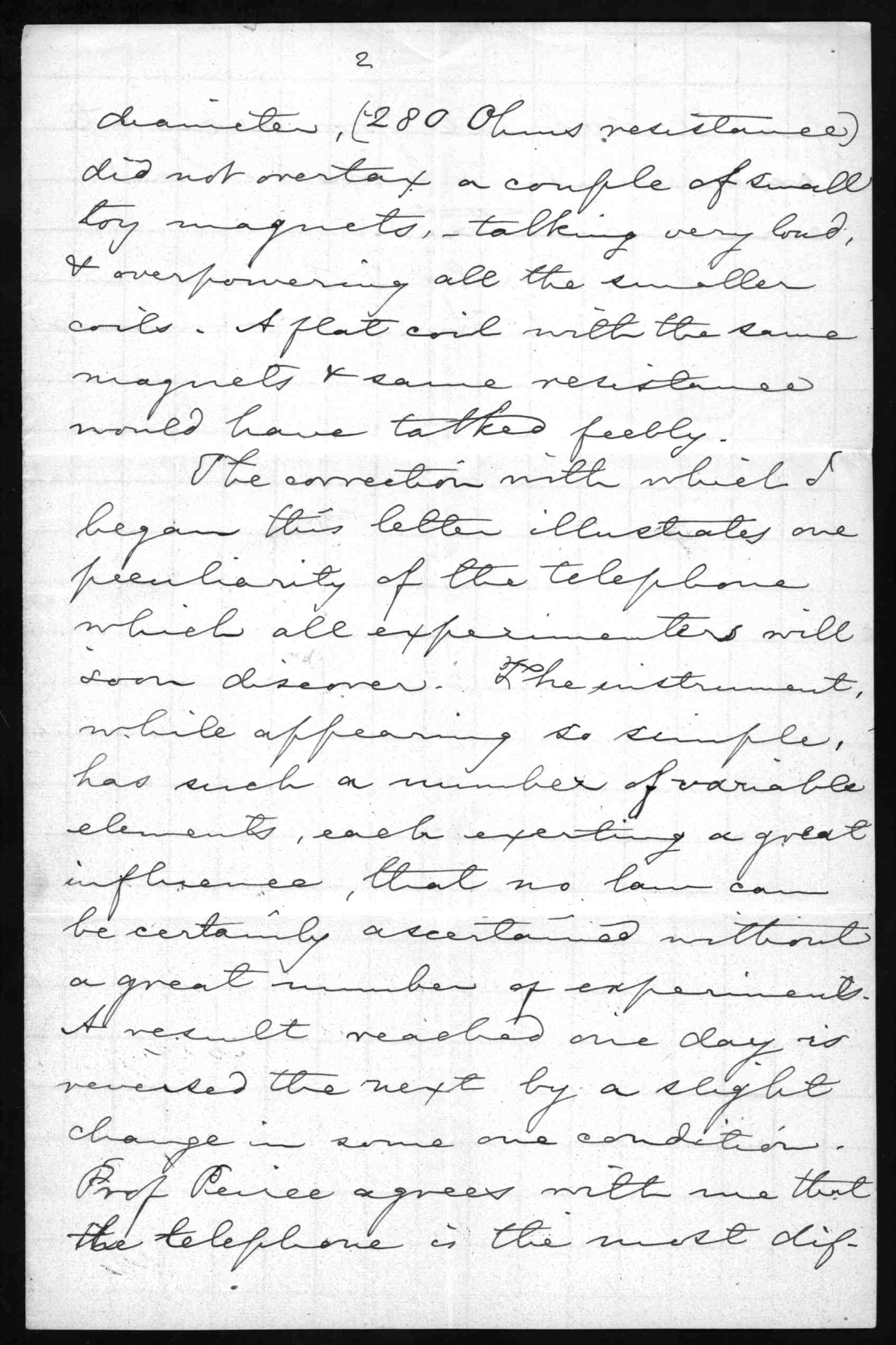

### Familia
Channing primero se casó con Susan Burdick y tuvieron una hija, Eva, que creció hasta la edad adulta. Tuvieron un hijo, Allston, quien murió mientras era un niño. Channing más tarde se casó con María J. Tarr de Boston en 1859. Tuvieron tres hijos, María, Gracia, y Harold.

### Muerte
Channing murió en Boston el 20 de marzo de 1901.

## Trabajos
- 1842 – el manual de Davis de Magnetismo[23]
- 1851 – Comunicación de Dr. Wm. F. Channing Respetando un Sistema de Alarmas contra incendios[24]
- 1852 – Notas en la Aplicación Médica de Electricidad[25]
- 1865 – La aplicación Médica de electricidad[25]
- 1871 – Récord de Proceedings Antes de la Oficina de Patente de los EE.UU.:[26]
- 1876 – Ciencia Popular Volumen/Mensual 9/octubre 1876/Organizó Cortijos y Casas
- 1883 – Ciencia Popular Volumen/Mensual 23/agosto 1883/El Teléfono, con un Croquis de su Inventor, Philipp Reis